# Stansted Express
Lo Stansted Express è un treno navetta che collega la stazione londinese di Liverpool Street all'aeroporto di Londra Stansted, operato dall'impresa ferroviaria Greater Anglia.
Il servizio ha una frequenza di un treno ogni 15 minuti ed il viaggio dura da 46 minuti ad oltre un'ora durante le ore di punta.
Diversamente da quanto avviene per gli analoghi servizi Heathrow Express e Gatwick Express, il servizio non è non stop e ferma alle  stazioni intermedie di Tottenham Hale (con interscambio con la metropolitana di Londra per un facile accesso al West End ed al North London), Bishop's Stortford e Harlow. Lo Stansted Express usava in origine una flotta di cinque treni Class 322 prima che venisse deciso di passare ad un treno dedicato, il Class 317 di cui vennero messi in linea nove esemplari. Oggi è in servizio una flotta di dodici treni Class 317/8.

## Treni

### Flotta attuale
.
| Treno       | Immagine | Tipo                   | Velocità massima | Velocità massima | Linea                               | Costruzione |
| Treno       | Immagine | Tipo                   | mph              | km/h             | Linea                               | Costruzione |
| ----------- | -------- | ---------------------- | ---------------- | ---------------- | ----------------------------------- | ----------- |
| Class 317/7 |          | electric multiple unit | 100              | 160              | Liverpool Street - Stansted Airport | 1981 - 1987 |
| Class 745/1 |          | electric multiple unit | 100              | 161              | Liverpool Street - Stansted Airport | 2018 - 2020 |
| Class 317/8 |          | electric multiple unit | 100              | 160              | Liverpool Street - Stansted Airport | 1981 - 1987 |